# 東川端町 (名古屋市)
東川端町（ひがしかわばたちょう）は、愛知県名古屋市中区にあった地名。現在の栄五丁目・千代田一～四丁目の各一部に相当する。1丁目から10丁目が設定されていた。

## 地理
名古屋市中区南東部に位置していた。東は松元町・三田町・元田町・薮田町、西は西川端町、北は東陽町に接していた。

## 歴史

### 沿革
- 1911年（明治44年）11月1日 - 中区前津小林町・東古渡町の各一部により、以下の通りに中区東川端町として成立[1]。
  - 前津小林町字下キロメキ・長総の各一部により、東川端町1丁目が成立。
  - 前津小林町字長総・八反田・松元の各一部により、東川端町2丁目が成立。
  - 前津小林町字八反田の一部により、東川端町3・4丁目が成立。
  - 前津小林町字下手・八反田の各一部により、東川端町5丁目が成立。
  - 前津小林町字笠取・北三反田・南三反田の各一部により、東川端町6丁目が成立。
  - 前津小林町字大ノ田・南三反田の各一部により、東川端町7丁目が成立。
  - 前津小林町字大ノ田の一部により、東川端町8丁目が成立。
  - 東古渡町字大井戸・前津小林町字大ノ田の各一部により、東川端町9丁目が成立。
  - 東古渡町字大井戸・向田・藪田の各一部により、東川端町10丁目が成立。
- 1942年（昭和17年）2月1日 - 一部が三田町に編入される[1]。
- 1969年（昭和44年）10月21日 - 住居表示の実施に伴い、以下の通りに栄五丁目・千代田一～四丁目に編入され、消滅[1]。
  - 東川端町1丁目が栄五丁目・千代田一丁目に編入。
  - 東川端町2・3丁目が千代田一丁目に編入。
  - 東川端町3～5丁目が千代田二丁目に編入。
  - 東川端町6・7丁目が千代田三丁目に編入。
  - 東川端町7～10丁目が千代田四丁目に編入。